# Епіхлоргідрин
Епіхло́ргідри́н (хлорометилоксиран) — хлорорганічна сполука та епоксид. Незважаючи на свою назву, він не є галогенгідрином.
Це безбарвна рідина, що має гострий, часниковий запах, помірно розчинний у воді, але змішується з більшістю полярних органічних розчинників. Ця хіральна молекула, як правило, існує як рацемічна суміш енантіомерів.
Епіхлоргідрин є високореакційною електрофільною сполукою і використовується у виробництві гліцерину, пластмас, епоксидних клеїв та смол, епоксидних розріджувачів та еластомерів.
Епіхлоргідрин вперше був описаний у 1848 році Марселеном Бертло. Сполука була виділена під час досліджень реакцій між гліцерином та газоподібним хлоридом водню.

## Отримання
Епіхлоргідрин традиційно виробляється з аллілхлориду в два етапи, починаючи з додавання гіпохлоритної кислоти, яка дає суміш двох ізомерних спиртів:
На другому етапі цю суміш обробляють основою для отримання епоксиду :
Таким чином, понад 800 000 тонн (1997) епіхлоргідрину виробляється щорічно.

### Інші способи отримання
Способи, що включають менш хлоровані проміжні продукти, продовжують викликати інтерес. Один з таких процесів включає епоксидування аллілхлориду.

## Застосування
Епіхлоргідрин в основному застосовується для виробрицтва дигліцидилового ефіру бісфенола, проміжного продукта у виробництві епоксидних смол. Він також є синтоном для мономерів, що використовуються для виробництва інших смол і полімерів, зокрема дигліцидилового етеру бісфенолу А — мономера для більшості епоксидних смол.
Інше використання епіхлоргідрину — перетворення в синтетичний гліцерин. Однак швидке зростання виробництва біодизеля, де гліцерин є відходом, призвело до перенасичення ринку гліцерином, що зробило цей процес неекономічним. Синтетичний гліцерин зараз використовується лише у окремих фармацевтичних та біотехнологічних областях, де стандарти якості дуже високі.

### Нішеві застосування
Епіхлоргідрин — універсальний прекурсор для синтезу багатьох органічних сполук. Наприклад, він перетворюється на гліцидилнітрат, що використовується у вибухових сумішах. Епіхлоргідрин реагує з нітратом лугу, таким як нітрат натрію, утворюючи гліцидилнітрат та хлорид лугу. Його використовують як розчинник для целюлози, смол та фарб, і він знайшов застосування як фумігант.
Полімери, виготовлені з епіхлоргідрину, наприклад, поліамідно-епіхлоргідринові смоли, використовуються для армування паперу та в харчовій промисловості для виготовлення чайних пакетиків, фільтрів для кави та оболонок для ковбаси / салямі, а також для очищення води.
Важливим біохімічним застосуванням епіхлоргідрину є його використання в якості зшиваючого агента для отримання деяких хроматографічних смол з декстранів.

## Безпека
Епіхлоргідрин класифікується декількома міжнародними дослідницькими установами та групами охорони здоров'я як ймовірний канцероген. Тривале пероральне споживання високого рівня епіхлоргідрину може спричинити проблеми зі шлунком та підвищений ризик раку. Професійний вплив епіхлоргідрину при вдиху може призвести до подразнення легенів та збільшення ризику раку легенів.